# Doraemon: Nobita và mê cung thiếc
Doraemon: Nobita và mê cung thiếc (ドラえもん のび太とブリキの迷宮 Doraemon Nobita to Buriki no Labyrinth) là bộ phim hoạt hình Doraemon thứ 14 được ra mắt tại Nhật Bản. Phim của đạo diễn Shibayama Tsutomu. Tập truyện được tác giả Fujiko F. Fujio đăng trên tạp chí CoroCoro Comic từ tháng 9 tháng 12 năm 1992 và từ tháng 2 đến tháng 3 năm 1993 . Phim được công chiếu ở Nhật vào 06 tháng 3 năm 1993. Phim được phát hành tại một số quốc gia trên thế giới: tại Đài Loan từng được phát hành dưới dạng VCD trong thập niên 2000, tại Tây Ban Nha được phát hành dưới dạng băng VHS và đĩa DVD vào ngày 24 tháng 4 năm 2002, tại Hồng Kông được phát sóng trên truyền hình vào ngày 25 tháng 12 năm 2006 và tại Ấn Độ phát sóng truyền hình vào ngày 14 tháng 9 năm 2013. Tại Việt Nam, phim từng được TVM Corp mua bản quyền và phát sóng trên kênh HTV3 lần đầu vào ngày 21 tháng 12 năm 2012. Tại Nhật Bản phim được phát hành dưới dạng băng VHS và DVD bởi Toho còn tại Việt Nam phim được Công ty điện ảnh Thành phố Hồ Chí Minh phát hành trong định dạng VCD.
Ca khúc mở đầu là "Doraemon no Uta" (ドラえもんのうた, dịch nghĩa Bài hát về Doraemon) do Yamano Satoko trình bày
và ca khúc kết thúc là "Nani ka li Koto Kitto Aru do" (何かいい事きっとある, dịch nghĩa Có điều gì đó tươi đẹp) do Shimazaki Wakako trình bày. Ca khúc tiếng Việt mở đầu là "Doraemon" do Huyền Chi trình bày
và kết thúc là "Cuộc sống đáng yêu" do Nam Hương trình bày.
Phim đạt được Giải bạc trong Giải Doanh thu vàng (Golden Gross Award) lần thứ 11 với doanh thu tại phòng vé là 1.63 tỉ Yên Tập truyện được xuất bản tại Việt Nam với hai tên gọi Bí mật mê cung Buriki và Bí mật mê cung Bliki cho đến năm 2010. Thể loại: phiêu lưu, hành động, tưởng tượng.

## Nội dung

Bìa truyện Nobita và mê cung thiếc

Nobita và Doraemon được bố tặng một chuyến du lịch đi đảo Blikin, nhưng khi biết rằng ông Nobi chỉ nằm mơ, cả hai đã hết sức thất vọng. Đến một ngày Nobita tình cờ phát hiện một chiếc vali bí ẩn nằm trong nhà mình. Cậu cùng Doraemon mở ra xem và đến được đảo Blikin - nơi mà ông Nobi nghĩ rằng mình đã nằm mơ. Cả hai vui đùa thoả thích trong khách sản Blikin vốn là một toà nhà vắng chủ, chỉ có các con rôbốt làm tiếp tân. Không may Doraemon bị một bọn người tí hon lạ mặt bắt đi. Nobita cùng Jaian, Suneo và Shizuka phát hiện ra cả hòn đảo nhân tạo này (thực chất là một chiếc tàu vũ trụ ngụy trang) và cả khách sạn đều là của cậu bé Sapio - cư dân hành tinh Chamocha. Hành tinh Chamocha đang bị bọn rôbốt Napogistor làm đảo chính, mở ra một kỉ nguyên con người làm nô lệ cho rôbốt. Biết chắc Doraemon đang bị bọn Napogistor bắt đi, Nobita và các bạn cùng những người lánh nạn Napogistor tiến về hành tinh Chamocha để giải thoát cho Doraemon và giúp đỡ dân tộc Chamocha chống lại tên rôbốt Napogistor.
Khi họ đến nơi, Jaian và Suneo tình nguyện đi thám thính hành tinh Chamocha. Dĩ nhiên hai đứa đã phải gặp biết bao nhiêu là khó khăn. Còn Nobita, Shizuka và Sapio cùng xuống mê cung thiếc - vốn nằm dưới tầng hầm của khách sạn Blikin - là nơi cha của Sapio cất giấu một tài liệu bí mật để tiêu diệt bọn Napogistor. Không may bọn chúng phát hiện ra và cho máy bay, tàu chiến đến tấn công đảo Blikin. Tầng hầm bị sụp, không biết đường đi tiếp, Sapio đành phải đưa Nobita và Shizuka trở về Nhật Bản. Khi về đến nơi Nobita tìm ra chiếc túi thần kì dự phòng - thứ có thể xuyên qua chiếc túi trên bụng Doraemon - và nhanh chóng cùng Shizuka quay lại Blikin. Khi đến nơi, Nobita phát hiện ra Doraemon đã bị hư hại (do bị bọn Napogistor tra tấn), cậu liền nhờ Minidora (Dora Mini) chui vào bụng Doraemon để sửa chữa. Doraemon tỉnh lại và cả ba nhanh chóng quay lại mê cung thiếc. Họ tìm được Sapio, Jaian, Suneo và nơi cất giấu tài liệu bí mật. Được sự trợ giúp từ những món đồ chơi của ông già Noel rôbốt, nhóm bạn lần lượt hạ gục tuyến phòng thủ của bọn Napogistor. Doraemon và Nobita đột nhập vào lâu đài của thống chế Napogistor và đưa chiếc đĩa CD mang một ổ virus gây nhiễu loạn hệ vi tính trong cơ thể của Napogistor (tài liệu bí mật trong mê cung thiếc) vào bụng tên Napogistor trong khi Shizuka và Sapio giải cứu mọi người. Tên Napogistor gian ác phải đền tội. Người dân Chamocha xây dựng lại đất nước sau cuộc chiến tranh.

## Sản xuất

### Nhà sản xuất
- Bộ phim là sản phẩm[1] của:
  - Hãng hoạt hình Shinei (Shinei Animation).
  - Nhà xuất bản Shogakukan.
  - Hãng truyền hình Asahi.

### Phân vai
| Nhân vật                   | Diễn viên lồng tiếng | Diễn viên lồng tiếng |
| Nhân vật                   | Nhật Bản             | Việt Nam             |
| -------------------------- | -------------------- | -------------------- |
| Doraemon                   | Ōyama Nobuyo         | Thuỳ Tiên            |
| Nobita                     | Ohara Noriko         | Anh Tuấn             |
| Shizuka                    | Nomura Michiko       | Ngọc Châu            |
| Jaian                      | Tatekabe Kazuya      | Quốc Tín             |
| Suneo                      | Kimotsuki Kaneta     | Minh Vũ              |
| Sapio                      | Minaguchi Yuko       | Hoàng Sơn            |
| Tappu                      | Suzuki Mie           | Khánh Vân            |
| Công tước Galion           | Yara Yuusaku         | Trí Luân             |
| Phu nhân Galion            | Sakuma Rei           | Lê Hà                |
| Napogistor                 | Moriyama Shouichirou | Hạnh Phúc            |
| Ba Nobita                  | Naka Yousuke         | Bá Nghị              |
| Blikin                     | Ohki Tamio           | Minh Triết           |
| Mẹ Nobita                  | Chijimatsu Sachiko   | Minh Chuyên          |
| Thầy giáo                  | Tanaka Ryouichi      | Chơn Nhơn            |
| Quốc vương                 |                      | Trần Vũ              |
| Tướng quân Negirin         | Kato Osamu           | Trường Tân           |
| Piero                      | Horiuchi Kenyuu      | Huỳnh Đông           |
| Người dẫn đầu đội làm việc | Ogata Keiichi        | Kim Phước            |
| Tiến sĩ A                  | Kishino Kazuhiko     | Anh Hùng             |
| Tiến sĩ B                  | Hirose Masashi       | Tiến Đạt             |

## Thông tin bổ sung
Phim được khởi chiếu tại Tây Ban Nha vào ngày 24 tháng 4 năm 2002 và tại Ấn Độ vào ngày 14 tháng 9 năm 2013 với tên gọi Nobita Aur Khel Khilona Bhool Bhullaiya